# Basaltkuppen in der Nördlichen Oberpfalz
Basaltkuppen in der Nördlichen Oberpfalz este o arie protejată (arie specială de conservare — SAC, sit de importanță comunitară — SCI) din Germania întinsă pe o suprafață de 224,7 ha, integral pe uscat.

## Localizare
Centrul sitului Basaltkuppen in der Nördlichen Oberpfalz este situat la coordonatele 49°57′20″N 12°10′23″E / 49.9556°N 12.1731°E.

## Înființare
Situl Basaltkuppen in der Nördlichen Oberpfalz a fost declarat sit de importanță comunitară în martie 2001 pentru a proteja un număr necunoscut de specii din flora spontană și fauna sălbatică aflate în arealul zonei. Situl a fost protejat și ca arie specială de conservare în aprilie 2016.

## Biodiversitate
Situată în ecoregiunea continentală, aria protejată conține 6 habitate naturale: Formațiuni ierboase bogate în specii de Nardus, dezvoltate pe substraturi silicioase în zone montane (și în zone submontane, în Europa continentală), Fânețe de joasă altitudine (Alopecurus pratensis, Sanguisorba officinalis), Fânețe montane, Păduri de fag Luzulo-Fagetum, Păduri de fag Asperulo-Fagetum, Păduri pe pante, grohotișuri și ravene de Tilio-Acerion.
La baza desemnării sitului se află un număr nedeclarat de specii protejate.